# 仙台 (小惑星)
仙台 (せんだい、3133 Sendai) は小惑星帯に位置する小惑星。アウグスト・コプフがハイデルベルクのケーニッヒシュトゥール天文台で発見した。
中野主一の提案によって、宮城県仙台市に因んで名付けられた。